# ناثان موديست
ناثان موديست (بالإنجليزية: Nathan Modest)‏ هو لاعب كرة قدم بريطاني في مركز الهجوم، ولد في 29 سبتمبر 1991 في شفيلد في المملكة المتحدة. لعب مع تيلفورد يونايتد وشيفيلد وينزداي ونادي دارلنجتون ونادي شيفيلد ونادي غلوستر سيتي ونادي هدنسفورد تاون.

## وصلات خارجية
- ناثان موديست على موقع ThePowerOf10.info (الإنجليزية)
- ناثان موديست على موقع قاعدة بيانات كرة القدم.إي يو (الإنجليزية)
- ناثان موديست على موقع Soccerbase.com (لاعب) (الإنجليزية)
- ناثان موديست على موقع Soccerway.com (الإنجليزية)